# Rudolf Adamy
Rudolf Wilhelm Adamy (* 23. März 1850 in Lüdenscheid; † 13. Januar 1898 in Darmstadt) war ein deutscher Kunsthistoriker, Archäologe und Museumsinspektor.

## Leben
Rudolf Adamy wurde 1850 als Sohn des August Adamy und seiner Ehefrau Louise geb. Scheffer in Lüdenscheid geboren. Nach dem Abitur in Brilon im Sauerland studierte er Kunstgeschichte, Ästhetik und Altertumsforschung in Berlin und wurde zum Dr. phil. promoviert. 1881 wurde er Privatdozent für Ästhetik und allgemeine Kunstgeschichte an der TH Darmstadt. Etwa zur gleichen Zeit wurde er am Großherzoglichen Museum Darmstadt als Assistent angestellt. Zum 1. Januar 1886 wurde er dort Museumsinspektor, blieb er weiterhin Privatdozent an der TH Darmstadt. Zum 1. Juli 1886 wurde ihm seitens der Hochschule der Titel eines außerordentlichen Professors mit Lehrauftrag für allgemeine Kunstgeschichte, ab 1893 zusätzlich für Ästhetik und Geschichte des Kunstgewerbes verliehen.
Besondere wissenschaftliche Verdienste erwarb sich Adamy vor allem durch seine als Handbuch konzipierte „Architektonik auf historischer und ästhetischer Grundlage“, die ab 1881 erschien und sich zeitlich mit der Geschichte der Architektur von der Antike (Band 1 mit den Abteilungen: orientalisches Altertum, antikes Griechenland und antikes Rom) über die Architektonik des Mittelalters (Band 2 mit den Abteilungen: altchristliche Zeit, mohammedanische Architektur, Romanik, Gotik) bis hin zur Frührenaissance (Band 3, 1. Abteilung). Durch seinen frühen Tod konnte er die Geschichte der Architektur nicht bis in die Neuzeit, wie konzipiert, fortsetzen.
Bekanntheit erlangte er auch durch seine in Lüdenscheid begonnenen vorgeschichtlichen Forschungen sowie insbesondere durch Grabungen und archäologisch-architektonische Forschungen an der Einhardsbasilika in Steinbach bei Michelstadt (1884), in Lorsch (1888 und 1890). Seine hierzu 1891 erschienene Publikation „Die fränkische Torhalle und Klosterkirche zu Lorsch“ hat ihre Bedeutung bis heute nicht verloren. Besonderen Stellenwert nehmen dabei die detailgetreuen Zeichnungen ein, die von dem Maler und Architekten Carl Bronner stammen, den Adamy hierfür eigens beauftragt hatte. Auch bei späteren Publikationen von Adamy lieferte Carl Bronner die Zeichnungen.
Rudolf Adamy war ab 1897 mit Friederike Flörke verheiratet. Er starb bereits 1898 im Alter von 47 Jahren.

## Veröffentlichungen
- Architektonik auf historischer und ästhetischer Grundlage. 3 (in 8) Bände. Helwing (T. Mierzinsky), Hannover 1881–1886.
- Die Einhards-Basilika zu Steinbach im Odenwald. Helwing (T. Mierzinsky), Hannover 1885.
- Die Fränkische Thorhalle und Klosterkirche zu Lorsch an der Bergstraße. Verlag des Historischen Vereins für das Grossherzogthum Hessen, Darmstadt 1891.
- Die ehemalige frühromanische Centralkirche des Stiftes Sanct Peter zu Wimpfen im Thal. Verlag des Historischen Vereins für das Grossherzogthum Hessen, Darmstadt 1898.
- Digitalisate siehe in der Wikisource